# Baptiste Planckaert
Baptiste Planckaert (Kortrijk, Flandres, 28 de setembro de 1988) é um ciclista belga, membro da equipa Intermarché-Wanty-Gobert Matériaux.
Seus irmãos Edward e Emiel são também ciclistas profissionais.

## Palmarés
- 2009
  - 1 etapa do Triptyque des Monts et Châteaux

- 2015
  - Kattekoers

- 2016
  - Volta à Normandia, mais 1 etapa
  - Tour de Finistère
  - Polynormande[2]
  - 1 etapa do Tour da República Checa
  - UCI Europe Tour

- 2019
  - Volta a Colónia

## Resultados em Grandes Voltas
| Corrida | Corrida         | 2010 | 2011 | 2012 | 2013 | 2014 | 2015 | 2016 | 2017 | 2018  | 2019 | 2020 | 2021 |
| ------- | --------------- | ---- | ---- | ---- | ---- | ---- | ---- | ---- | ---- | ----- | ---- | ---- | ---- |
|         | Giro d'Italia   | —    | —    | —    | —    | —    | —    | —    | —    | 116.º | —    | —    | —    |
|         | Tour de France  | —    | —    | —    | —    | —    | —    | —    | —    | —     | —    | —    | —    |
|         | Volta a Espanha | —    | —    | —    | —    | —    | —    | —    | —    | —     | —    | —    | —    |

—: não participa

Ab.: abandono